# Едвард Гарріс
Едвард Гарріс (7 вересня 1799 — 8 червня 1863) — фермер, селекціонер коней, меценат, натураліст і орнітолог, який супроводжував Джона Джеймса Одюбона у двох його експедиціях для спостереження за птахами та ссавцями Америки. Одюбон увічнив ім'я Гарріса в назвах канюка пустельного (по-англійськи яструб Гарріса англ. Harris's hawk) та бруанта північного (Zonotrichia querula) (англійська назва — горобець Гарріса, англ. Harris's sparrow), а Джон Кассін - у назві сича вохристолобого (Aegolius harrisii).
Едвард Гарріс інтродукував коней породи першерон до Америки в 1839 році і заснував першу лінію розведення першеронів у США.

## Життя
У 1798 році Едвард Гарріс-старший придбав будинок та ферму, розташовану недалеко від центру Мурстауна, штат Нью-Джерсі, де наступного року народився Едвард Гарріс-молодший. Успадкувавши майно після смерті батька в 1822 році, Едвард Гарріс-молодший жив там як фермер і коневод до 1849 року.
Він познайомився з орнітологом Джоном Джеймсом Одюбоном у 1824 році, після чого обоє близько заприятелювали. Гарріс надав Одюбону деяку фінансову допомогу для публікації «Птахів Америки» .
Гарріс брав участь у двох експедиціях Одюбона: навесні 1837 р. до Мексиканської затоки та в 1843 р. вздовж течії річки Міссурі .
Едвард Гарріс похований у єпископальній церкві св. Трійці в Мурстауні, штат Нью-Джерсі.

## У популярній культурі
Едвард Гарріс з'явився в альтернативній історії " Одюбон в Атлантиді " Гаррі Тартлдава .

## Виноски
1. 1 2  SNAC — 2010.
2. ↑  Percheron Park. Архів оригіналу за 24 листопада 2020. Процитовано 17 грудня 2020.
3. ↑  Mischka, pp. 34-5
4. 1 2  Smith-Cadbury Mansion [Архівовано 15 грудня 2019 у Wayback Machine.] Courtesy of Moorestown Historical Society
5. ↑  Find A Grave. Архів оригіналу за 18 червня 2018. Процитовано 17 грудня 2020.